# Koncert w Trójce 1991–2001
Koncert w Trójce 1991-2001 – album koncertowy polskiej grupy muzycznej Moonlight. Wydawnictwo ukazało się 9 kwietnia 2001 roku nakładem wytwórni muzycznej Metal Mind Productions. Nagrania zostały zarejestrowane w Muzycznym Studiu Polskiego Radia im. Agnieszki Osieckiej w Warszawie. Koncert poprzedziła zapowiedź dziennikarza Programu Trzeciego Polskiego Radia Piotra Stelmacha.

## Lista utworów
Opracowano na podstawie materiału źródłowego.
1. "Zapowiedź" - 02:02
2. "Inermis" (sł. Potasz, muz. Potasz, Konarska) - 05:00
3. "Flos" (sł. Potasz, muz. Paweł Gotłas, Kaźmierski, Kutys, Potasz, Konarska) - 04:42
4. "Tabu" (sł. Potasz, muz. Potasz, Kutys, Konarska) - 04:56
5. "Jesugej Von Baatur" (sł. Potasz, muz. Potasz, Konarska) - 04:15
6. "Wiem" (sł. Potasz, muz. Potasz, Konarska) - 04:26
7. "Stadium wiary" (sł. Potasz, muz. Potasz, Konarska) - 04:39
8. "Szaleństwo" (sł. Potasz, muz. Potasz, Konarska) - 03:41
9. "List z raju" (sł. Potasz, muz. Potasz, Konarska) - 04:48
10. "Taniec ze śmiercią" (sł. Potasz, muz. Potasz, Konarska) - 02:54
11. "Meren Re (Rapsod)" (sł. Potasz, muz. Potasz, Konarska) - 05:00
12. "Modlitwa o zmiłowanie" (sł. Potasz, muz. Potasz, Kutys, Konarska) - 04:20
13. "Nie mogę zmienić nic" (sł. Potasz, muz. Quo Vadis) - 06:26
14. "To nic nie dało przyjacielu mój + publiczność" (sł. Potasz, muz. Potasz, Konarska) - 03:14

## Twórcy
Opracowano na podstawie materiału źródłowego.
| - Maja Konarska – śpiew - Andrzej Kutys – gitara - Daniel Potasz – instrumenty klawiszowe - Paweł Gotłas – gitara basowa - Maciej Kazimierski – perkusja - Jacek Gładkowski – realizacja dźwięku - Wojciech Przybylski – miksowanie, realizacja dźwięku - Marcin Bors – realizacja dźwięku, miksowanie, mastering | - Danuta Andrzejczak – kierownik produkcji - Zofia Sylwin – kierownik produkcji - Tomasz „Graal” Daniłowicz – okładka, oprawa graficzna - Dariusz Kawka – zdjęcia - Mirosław „Należyty” Merlin – zdjęcia - Mariusz „Marand” Wiśniewski – zdjęcia - Piotr Stelmach – zapowiedź |